# Dancing on Dangerous Ground
Dancing on Dangerous Ground — шоу ирландского танца, созданное Джин Батлер и Колином Данном. Оно было презентовано в Лондоне в Theatre Royal Drury Lane в 1999. Американская премьера шоу состоялась в Нью-Йорке в Radio City Music Hall в 2000.

## Номера шоу

### Первый акт
- Prologue
- At the court of Finn McCool
- Grania’s arrival
- The training
- The gift of the bodyguards
- The female state of mind
- The hooley
- Diarmuid’s reflection
- Meeting in a late-night bar
- On dangerous ground

### Второй акт
- At the wedding of Finn and Grania
- Grania’s betrayal
- The lovers in flight
- The Fianna awaken
- Finn’s cry for war
- The pursuit and a death
- Grania’s lament
- Epilogue

## Сюжет
Девушка по имени Грайне (Джин Баттлер), дочь Верховного Короля Ирландии , была против своего желания обручена с предводителем королевского войска Финном (в шоу это нетанцующий персонаж, Тони Кемп). Однако, она влюбляется в одного из воинов дружины Финна, Диармайда (Колин Данн), и очаровывает его. Диармайд и Грайне совершают побег. Войско Финна настигает Диармайда и убивает его.

## Оригинальная история
В основу шоу положена свободная интерпретация ирландской саги о Диармайде и Грайне. Эта история является частью цикла Fiannaiocht о Финне Мак Кумале, главе войск Фианна. Самым важным отличием от оригинальной скелы является то, что в ней Финн не убивает Диармайда, настигнув беглецов. По легенде влюбленные вновь благополучно спасаются бегством при поддержке бога Оэнгуса, который впоследствии является к Финну с предложением простить их. Они получают прощение и возвращаются на родину, однако Финн не забывает обиды и через некоторое время приказывает Диармайду убить страшного вепря на охоте. Герой совершает подвиг и Финн просит его измерить шкуру зверя, пройдя по ней босиком. Затем он говорит, что длина неверна и приказывает пройти по ней еще раз с другого конца. Ядовитая щетина вепря смертельно ранит Диармайда.(Как и греческий Ахилл, Диармайд был неуязвим и имел то же слабое место — пяту).
В скеле упоминается, что на влюблённых был наложен гейс не проводить две ночи подряд под одной крышей. В Ирландии, по преданию, существовало 300 домов, в которых ночевали скитальцы, и, опять же, по преданию, один из этих домов сохранился и поныне.

## Факты
- На постановку шоу было отведено всего 3 месяца
- В шоу была использована музыка композитора Шимуса Игэна (Seamus Egan)
- Декоратор — Тим Хатли
- На сегодняшний день шоу больше не идёт ни в одном из залов мира.